# 雷人漫画
《雷人漫画》，是敖幼祥的漫画，全套四册。集合了作者自己几年的创意，每册一主题。

## 介绍
《酷刑100》
又叫蔡捕头刑事房，讲述蔡捕头在刑事房逼供的一百招。
《人蚊血战100》
呈献人类与蚊子搏斗的场面。
《公车糗事》
讲述公车上发生的糗事和不文明现象。
《相亲尴尬100》
剖析多种相亲现象。